# Creek Township (comté de DeWitt, Illinois)
Creek Township est un township du comté de DeWitt dans l'Illinois, aux États-Unis. 

## Source de la traduction
- (en) Cet article est partiellement ou en totalité issu de l’article de Wikipédia en anglais intitulé « Creek Township, DeWitt County, Illinois » (voir la liste des auteurs).